# Llista d'autors en esperanto
Autors de moltes nacions han escrit literatura en esperanto, una llengua auxiliar amb prop de dos milions de parlants arreu del món.

## Llista per ordre alfabètic d'autors destacats
| - Hendrik Adamson, poeta - Teresa de Almeida (1932-), poeta - Nadija Hordijenko Andrianova (1928-1991), escriptora - William Auld - Julio Baghy, novel·lista - Johán Balano - Gerrit Berveling - Marjorie Boulton - Hendrik Bulthuis - Jorge Camacho - Claudius Colas - Teresa Carbó Comas - Vimala Devi (Teresa de Almeida) - Frans van Dooren - Deck Dorval - Delfí Dalmau i Gener - Jean Forge - Edmund Edward Fournier d'Albe - Jan Filip - Antoni Grabowski | - Marie Hankel - Saburo Ito - Vsevolod Ivanov - Jaume Grau Casas - Kálmán Kalocsay - Georges Lagrange - Jonathan Leunbach - Anna Löwenstein - Robert Mackay - Abel Montagut - Valentí Marín i Llovet - Gabriel Mora i Arana - Ivan Naumov - István Nemere | - Edward Saxton Payson (1842-1932) - Peter Peneter, poeta - Claude Piron - Edmond Privat - Frederic Pujulà i Vallès - Baldur Ragnarsson - Johan Hammond Rosbach - Cezaro Rossetti - Reto Rossetti - Josef Rumler, traductor - Victor Sadler - Reinhold Schmidt - Raymond Schwartz - Manuel de Seabra - Tibor Sekelj - Jan Stanisław Skorupski - Trevor Steele - Sándor Szathmári - Éva Tófalvi - Julian Tuwim - Johán Valano - Vladimir Varankin - Gaston Waringhien - Eugen Wüster - Jenny Weleminsky (1882 – 1957) - Ludoviko Zamenhof - Lidia Zamenhof |